# Jazz Tour
Tournées par Queen
News of the World Tour 
 (1977-78) Crazy Tour 
 (1979)
Le Jazz Tour est une tournée du groupe britannique Queen organisée en 1978 et 1979 en promotion de l'album Jazz. Elle compte 78 concerts donnés au total,.

## Dates de la tournée
| Date              | Ville               | Pays                 | Lieu                             |
| ----------------- | ------------------- | -------------------- | -------------------------------- |
| Amérique du Nord  |                     |                      |                                  |
| 28 octobre 1978   | Dallas              | États-Unis           | Dallas Convention Center         |
| 29 octobre 1978   | Memphis             | États-Unis           | Mid-South Coliseum               |
| 31 octobre 1978   | La Nouvelle-Orléans | États-Unis           | Municipal Auditorium             |
| 3 novembre 1978   | Miami               | États-Unis           | Hollywood Sportatorium           |
| 4 novembre 1978   | Lakeland            | États-Unis           | Lakeland Civic Center            |
| 6 novembre 1978   | Washington          | États-Unis           | Capital Centre                   |
| 7 novembre 1978   | New Haven           | États-Unis           | New Haven Coliseum               |
| 9 novembre 1978   | Détroit             | États-Unis           | Cobo Hall                        |
| 10 novembre 1978  | Détroit             | États-Unis           | Cobo Hall                        |
| 11 novembre 1978  | Kalamazoo           | États-Unis           | Wings Stadium                    |
| 13 novembre 1978  | Boston              | États-Unis           | Boston Garden                    |
| 14 novembre 1978  | Providence          | États-Unis           | Providence Civic Center          |
| 16 novembre 1978  | New York            | États-Unis           | Madison Square Garden            |
| 17 novembre 1978  | New York            | États-Unis           | Madison Square Garden            |
| 19 novembre 1978  | Uniondale           | États-Unis           | Nassau Coliseum                  |
| 20 novembre 1978  | Philadelphie        | États-Unis           | The Spectrum                     |
| 22 novembre 1978  | Nashville           | États-Unis           | Municipal Auditorium             |
| 23 novembre 1978  | Saint-Louis         | États-Unis           | Checkerdome                      |
| 25 novembre 1978  | Cleveland           | États-Unis           | Coliseum                         |
| 26 novembre 1978  | Cincinnati          | États-Unis           | Riverfront Coliseum              |
| 28 novembre 1978  | Buffalo             | États-Unis           | Memorial Auditorium              |
| 30 novembre 1978  | Ottawa              | Canada               | Civic Centre                     |
| 1er décembre 1978 | Montréal            | Canada               | Forum                            |
| 3 décembre 1978   | Toronto             | Canada               | Maple Leaf Gardens               |
| 4 décembre 1978   | Toronto             | Canada               | Maple Leaf Gardens               |
| 6 décembre 1978   | Madison             | États-Unis           | Dane County Coliseum             |
| 7 décembre 1978   | Chicago             | États-Unis           | Chicago Stadium                  |
| 8 décembre 1978   | Kansas City         | États-Unis           | Kemper Arena                     |
| 12 décembre 1978  | Seattle             | États-Unis           | Seattle Center Coliseum          |
| 13 décembre 1978  | Portland            | États-Unis           | Memorial Coliseum                |
| 14 décembre 1978  | Vancouver           | Canada               | Pacific Coliseum                 |
| 16 décembre 1978  | Oakland             | États-Unis           | Oakland Coliseum Arena           |
| 18 décembre 1978  | Los Angeles         | États-Unis           | The Forum                        |
| 19 décembre 1978  | Los Angeles         | États-Unis           | The Forum                        |
| 20 décembre 1978  | Los Angeles         | États-Unis           | The Forum                        |
| Europe            |                     |                      |                                  |
| 17 janvier 1979   | Hambourg            | Allemagne de l'Ouest | Ernst-Merck-Halle                |
| 18 janvier 1979   | Kiel                | Allemagne de l'Ouest | Ostseehalle                      |
| 20 janvier 1979   | Brême               | Allemagne de l'Ouest | Stadthalle Bremen                |
| 21 janvier 1979   | Dortmund            | Allemagne de l'Ouest | Westfalenhallen                  |
| 23 janvier 1979   | Hanovre             | Allemagne de l'Ouest | Messesportpalace                 |
| 24 janvier 1979   | Berlin              | Allemagne de l'Ouest | Deutschlandhalle                 |
| 26 janvier 1979   | Bruxelles           | Belgique             | Forest National                  |
| 27 janvier 1979   | Bruxelles           | Belgique             | Forest National                  |
| 29 janvier 1979   | Rotterdam           | Pays-Bas             | Ahoy Rotterdam                   |
| 30 janvier 1979   | Rotterdam           | Pays-Bas             | Ahoy Rotterdam                   |
| 1er février 1979  | Cologne             | Allemagne de l'Ouest | Sporthalle                       |
| 2 février 1979    | Francfort           | Allemagne de l'Ouest | Festhalle                        |
| 4 février 1979    | Zurich              | Suisse               | Hallenstadion                    |
| 6 février 1979    | Zagreb              | Yougoslavie          | Dom Sportova                     |
| 7 février 1979    | Ljubljana           | Yougoslavie          | Hala Tivoli                      |
| 10 février 1979   | Munich              | Allemagne de l'Ouest | Rudi-Sedlmayer-Halle             |
| 11 février 1979   | Munich              | Allemagne de l'Ouest | Rudi-Sedlmayer-Halle             |
| 13 février 1979   | Stuttgart           | Allemagne de l'Ouest | Böblingen Sporthalle             |
| 15 février 1979   | Sarrebruck          | Allemagne de l'Ouest | Saarlandhalle                    |
| 17 février 1979   | Lyon                | France               | Palais des sports                |
| 19 février 1979   | Barcelone           | Espagne              | Palau dels Esports               |
| 20 février 1979   | Barcelone           | Espagne              | Palau dels Esports               |
| 22 février 1979   | Madrid              | Espagne              | Palacio de Deportes              |
| 23 février 1979   | Madrid              | Espagne              | Palacio de Deportes              |
| 25 février 1979   | Poitiers            | France               | Amphithéâtre                     |
| 27 février 1979   | Paris               | France               | Pavillon de Paris                |
| 28 février 1979   | Paris               | France               | Pavillon de Paris                |
| 1er mars 1979     | Paris               | France               | Pavillon de Paris                |
| Asie              |                     |                      |                                  |
| 13 avril 1979     | Tokyo               | Japon                | Nippon Budokan                   |
| 14 avril 1979     | Tokyo               | Japon                | Nippon Budokan                   |
| 19 avril 1979     | Osaka               | Japon                | Festival Hall                    |
| 20 avril 1979     | Osaka               | Japon                | Festival Hall                    |
| 21 avril 1979     | Kanazawa            | Japon                | Jissenrinri Kinen Commemor. Hall |
| 23 avril 1979     | Tokyo               | Japon                | Nippon Budokan                   |
| 24 avril 1979     | Tokyo               | Japon                | Nippon Budokan                   |
| 25 avril 1979     | Tokyo               | Japon                | Nippon Budokan                   |
| 27 avril 1979     | Kobe                | Japon                | Central International Display    |
| 28 avril 1979     | Nagoya              | Japon                | Portmesse Nagoya                 |
| 30 avril 1979     | Fukuoka             | Japon                | Kyuden Kinen Gymnasium           |
| 1er mai 1979      | Fukuoka             | Japon                | Kyuden Kinen Gymnasium           |
| 2 mai 1979        | Yamaguchi           | Japon                | Prefectural Athletic Association |
| 5 mai 1979        | Sapporo             | Japon                | Makomanai Ice Arena              |
| 6 mai 1979        | Sapporo             | Japon                | Makomanai Ice Arena              |